# La Alcarria
La Alcarria è una comarca della Spagna, classificata anche come regione naturale. Essa è situata nella comunità autonoma di Castiglia-La Mancia, ed in particolare occupa le province di Guadalajara, Ciudad Real e Cuenca.